# Мортенґі
Мортенґі (пол. Mortęgi, нім. Mortung) — село в Польщі, у гміні Любава Ілавського повіту Вармінсько-Мазурського воєводства.
Населення — 494 особи (2011).
У 1975-1998 роках село належало до Ольштинського воєводства.

## Демографія
Демографічна структура станом на 31 березня 2011 року:
|          | Загалом | Допрацездатний вік | Працездатний вік | Постпрацездатний вік |
| -------- | ------- | ------------------ | ---------------- | -------------------- |
| Чоловіки | 254     | 74                 | 165              | 15                   |
| Жінки    | 240     | 50                 | 152              | 38                   |
| Разом    | 494     | 124                | 317              | 53                   |